# Михейки (Минская область)
Михе́йки (бел. Міхе́йкі — деревня в Слуцком районе Минской области Беларуси. Входит в состав Бокшицкого сельсовета.
Конечный пункт дороги местного значения Н-9491 Слуцк-Михейки длиной 2,2 км.
В деревне насчитывается около 200 домов. Ранее был колхоз «Красные Михейки».
В 2008 году газета «Інфа-Кур’ер» писала, что Надежде Степановне Клыге из деревни Михейки, исполнилось 110 лет.

## Население
- 1924 год — 697[5]
  - 120 дворов
  - 348 мужчин
  - 349 женщин
  - 694 беларусы
  - 3 евреи